# Bergwerk Käpfnach
Das Bergwerk Käpfnach ist ein ehemaliges Braunkohle- und Mergel-Bergwerk in Horgen im Kanton Zürich in der Schweiz. Mit einer gesamten Stollenlänge von 80 km ist es das grösste seiner Art in der Schweiz. Das Bergwerk in Käpfnach und das einiges kleinere Bergwerk Riedhof sind die einzigen beiden Kohlenvorkommen des Kantons Zürich, die jemals wirtschaftliche Bedeutung erlangten. Das Kohlenbergwerk Käpfnach ist mit der Nummer 213 als Geotop im nationalen Inventar verzeichnet.

## Geologie
Das schweizerische Mittelland wurde zwischen den sich emporhebenden Alpen im Süden und dem Jura im Norden mit dem Ablagerungsmaterial der Oberen Süsswassermolasse gefüllt. Den Grossteil der zürcherischen Molasse bildet eine wenig deformierte, mehrheitlich horizontal gelagerte Plateaumolasse. Eine leichte Aufwölbung (Antiklinale) zieht sich in westsüdwest–ostnordöstlicher Richtung von Kappel am Albis über die Halbinsel Au nach Männedorf.
Das Käpfnacher Kohlenflöz entstand in der oberen Süsswassermolasse in 16 Millionen Jahren mit mehreren Quadratkilometern Ausdehnung. Durch die Alpenbildung wurde das ehemalige Flachmoor gehoben und bildet heute ein von Osten nach Westen verlaufendes Gewölbe mit leichter Neigung von 5,2 Promille. Der Verlauf konnte bis ins Sihltal bei Sihlbrugg festgestellt werden, auf der anderen Seite des Zürichsees wurden jedoch keine Spuren gefunden. Das Flöz erreicht eine Mächtigkeit von bis zu 60 cm, im Durchschnitt ist es nur 20–25 cm mächtig. Es liegt stratigrafisch 350 Meter unter demjenigen von Riedhof und ist deshalb etwas älter, aber ähnlich ausgebildet.
Als Nebengesteine ist vor allem der Tonmergel zu nennen, der über dem Kohlenflöz eine bis zu 7 m dicke Schicht bildet und als Rohmaterial im Käpfnacher Zementwerk, zur Verarbeitung zu Portlandzement Verwendung fand. Unter dem Flöz liegt eisenhaltiger Mergelton, Mergelkalk und toniger Sandstein. Einige dieser Schichten wurden als Rohmaterial für Ziegel und Zement oder als Dünger verwendet.
In den Gesteinsschichten haben sich Versteinerungen von Farnen, Eiche, Zypressen, Mastodon, Krokodilen und einigen anderen Gattungen erhalten.
Die Ablagerung der Schichten erfolgte unruhig, entsprechend schlecht und uneinheitlich ist die Qualität der Braunkohle. Bei der Käpfnacher Kohle handelt es sich, nach E. Letsch um eine stark schwefelhaltige Molassebraunkohle von minderer Qualität. Sie wurde in früherer Zeit auch schon Pechkohle, Glanzkohle oder von J. Stumpf sogar Steinkohle genannt. Sie besteht zu 45–69 % aus Kohlenstoff und hat einen Sauerstoffgehalt von 19 bis 30 %. Die Anteile entsprechen etwa der Braunkohle. Der Brennwert liegt bei etwa 40 % desjenigen von Heizöl.

## Abbaugeschichte

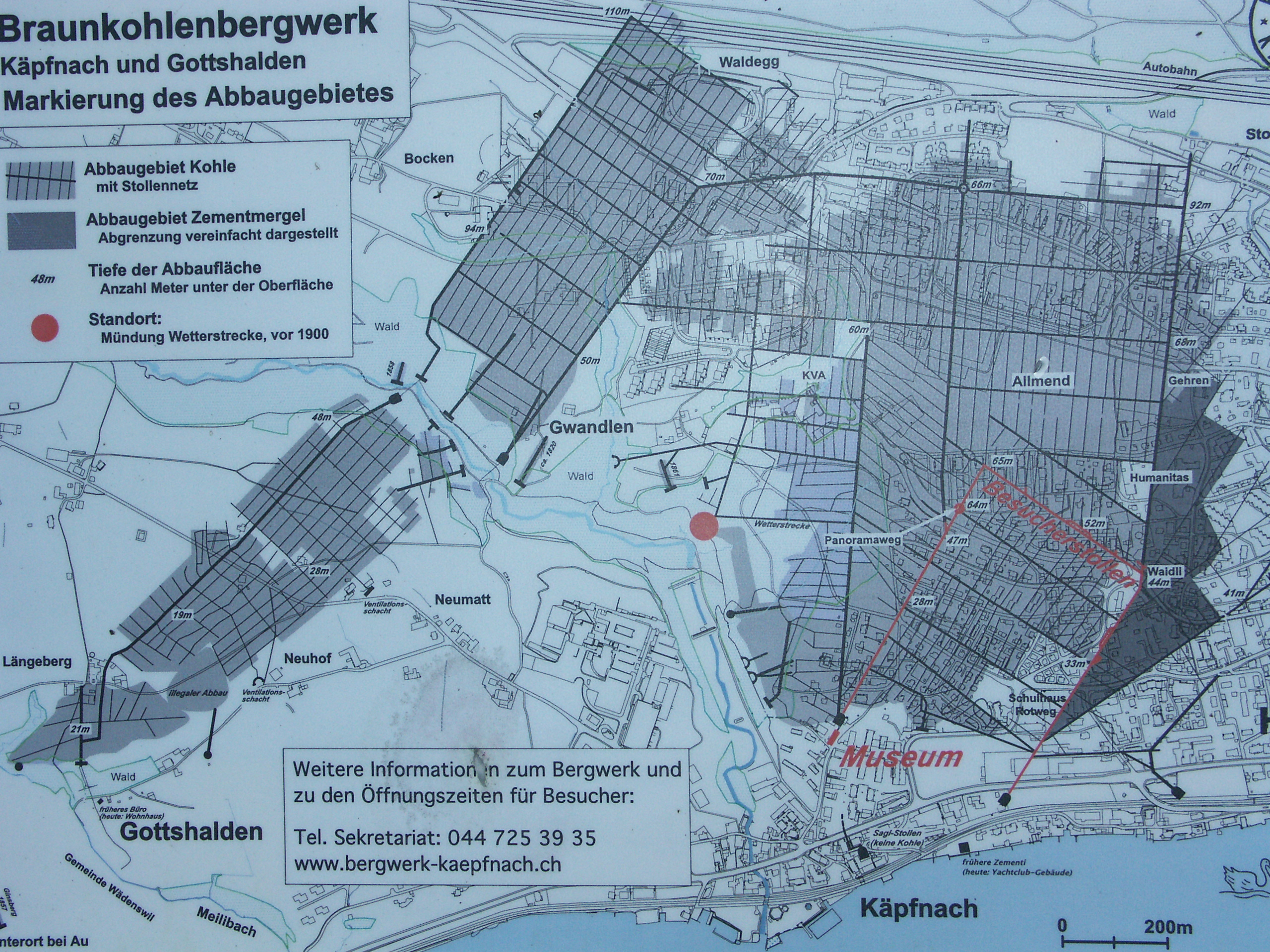
Markierungstafel an der Wetterstrecke

Da das Flöz im Bereich des Aabachs und des Aabachtobels an mehreren Stellen zutage tritt, war das Vorhandensein der Kohle schon sehr lange bekannt.

### Anfänge

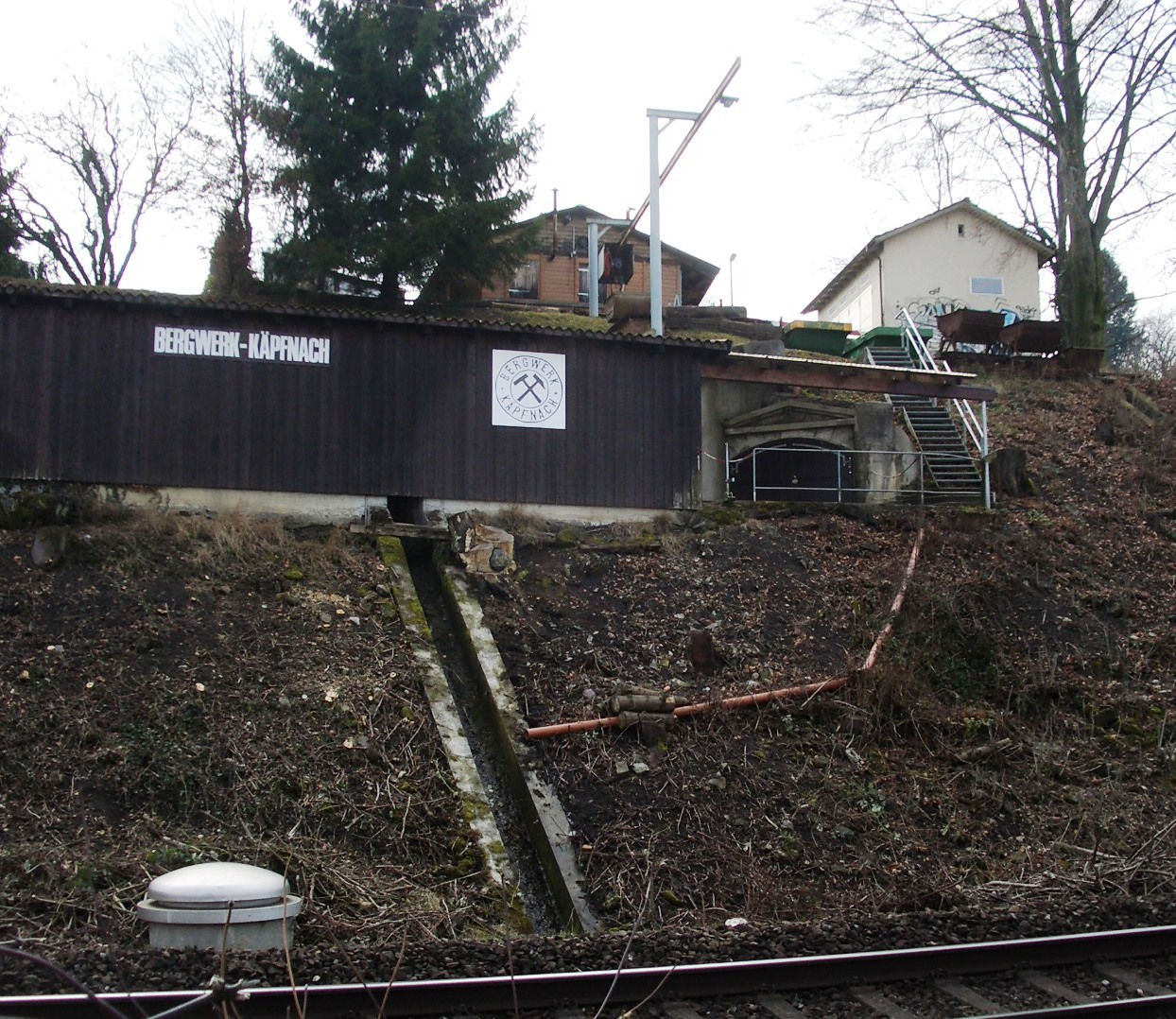
Eingang Bergwerk Käpfnach (Rotweg-Stollen)

Die ersten schriftlichen Zeugnisse eines Kohlevorkommens in Käpfnach sind um 1548 in der Chronik von Johannes Stumpf zu finden. Um 1663 wird vom Abbau des Zieglers von Käpfnach berichtet, der die Kohle zur Produktion seiner Ziegel verwendete. Erst 1708 wird für den Zeitraum von 20 Jahren ein regelmässiger Kohlenabbau vermerkt. Ein weiterer Abbauversuch 1763, diesmal unter der Beteiligung ausländischer Fachleute, schlug fehl, sodass die Stolleneingänge schon 1776 zerfielen.

### Staatlicher Abbau
Die Zürcher Regierung richtete 1784 durch Johann Sebastian Clais den Abbau in Käpfnach ein. Fachleute sollten die Infrastruktur und die Stollenanlagen nach bewährten Vorlagen organisieren. Im Jahr 1874 wurde die Zementsteinfabrik als Kohleabnehmerin vor dem Ausgang des Rotwegstollens gebaut. Das staatliche Unternehmen wurde 1911 aufgelöst, die Zementsteinfabrikation verkauft und durch das Unternehmen Ritter bis 1934 unabhängig weiter geführt.

### Erster Weltkrieg/1917 bis 1921
Angetrieben von der Kohlenachfrage der Industrie und der mangelnden Verfügbarkeit von Importkohle wurde das Kohlevorkommen in Käpfnach wieder interessant. Bergbauingenieur Max Zschokke gründete die Kommanditgesellschaft «Bergwerk Gottshalden M. Zschokke & Compagnie». In dieser Zeit arbeiteten bis zu 80 Bergleute unter Tage. Nach dem Krieg erwies sich der Abbau als unrentabel und die Liquidation erfolgte 1921.

### Zweiter Weltkrieg/1941 bis 1947
Letztmals erfolgte im Zweiten Weltkrieg ein Abbau der Käpfnacher Kohle, durch die von Max Zschokke gegründete «Braunkohlen-Genossenschaft Horgen». In dieser Periode bauten bis zu 260 Mitarbeiter rund 55'500 Tonnen Kohle ab, was etwa 4 % der gesamtschweizerischen Fördermenge entsprach.
Vor der Schliessung des Bergwerks und der Liquidation der Betreiberunternehmens wurden ein grosser Teil der Stollen mit Versatzmaterial aufgefüllt und alle Installationen entfernt und verkauft.

## Nebenbetriebe

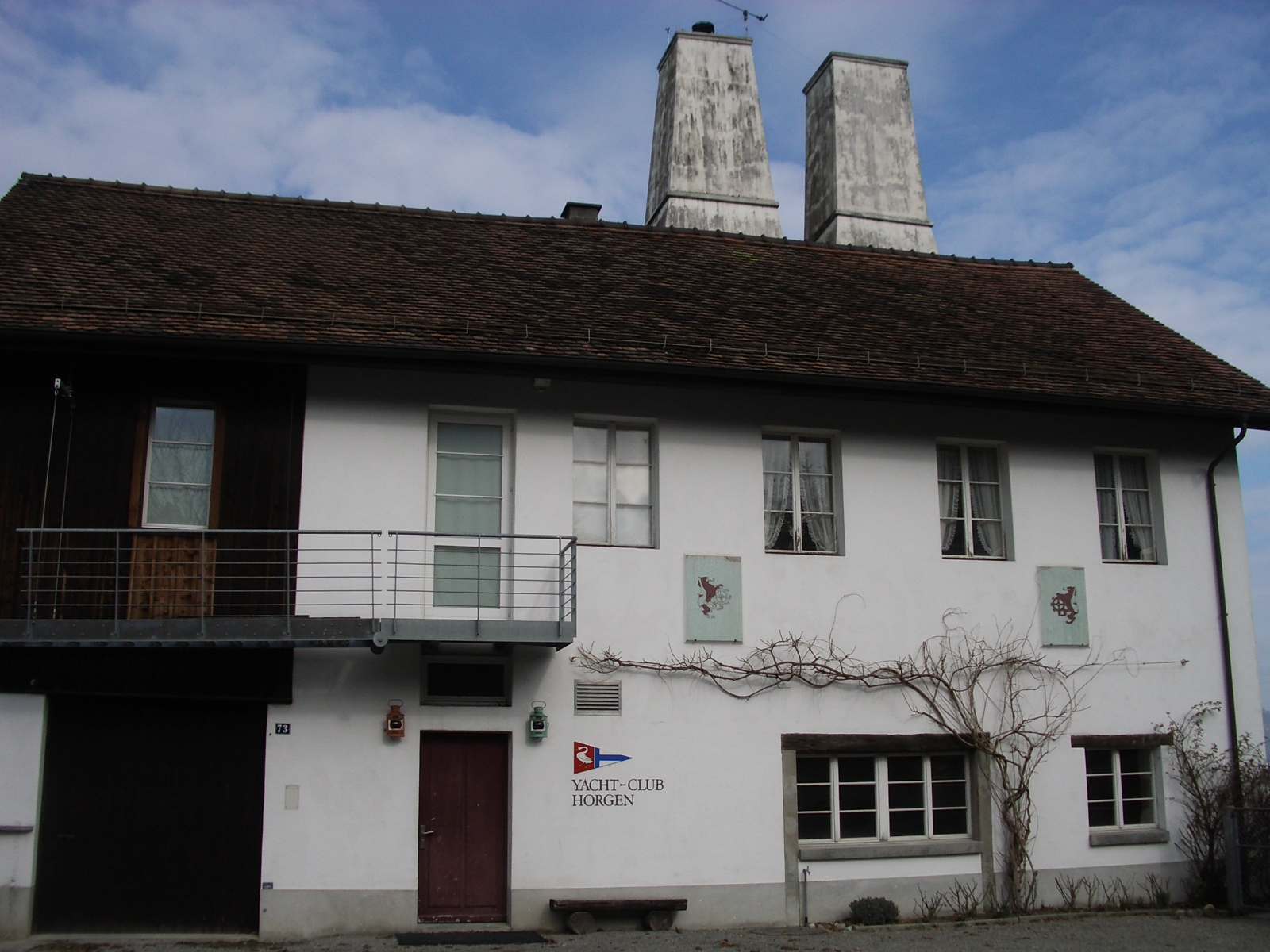
Zementfabrik mit zwei Öfen (Kamine) der staatlichen Bergwerksverwaltung von 1880

Als wichtigster Nebenbetrieb des Bergwerks wurde von 1874 bis 1934 ein Zementwerk betrieben.

## Heutiges Besucherbergwerk

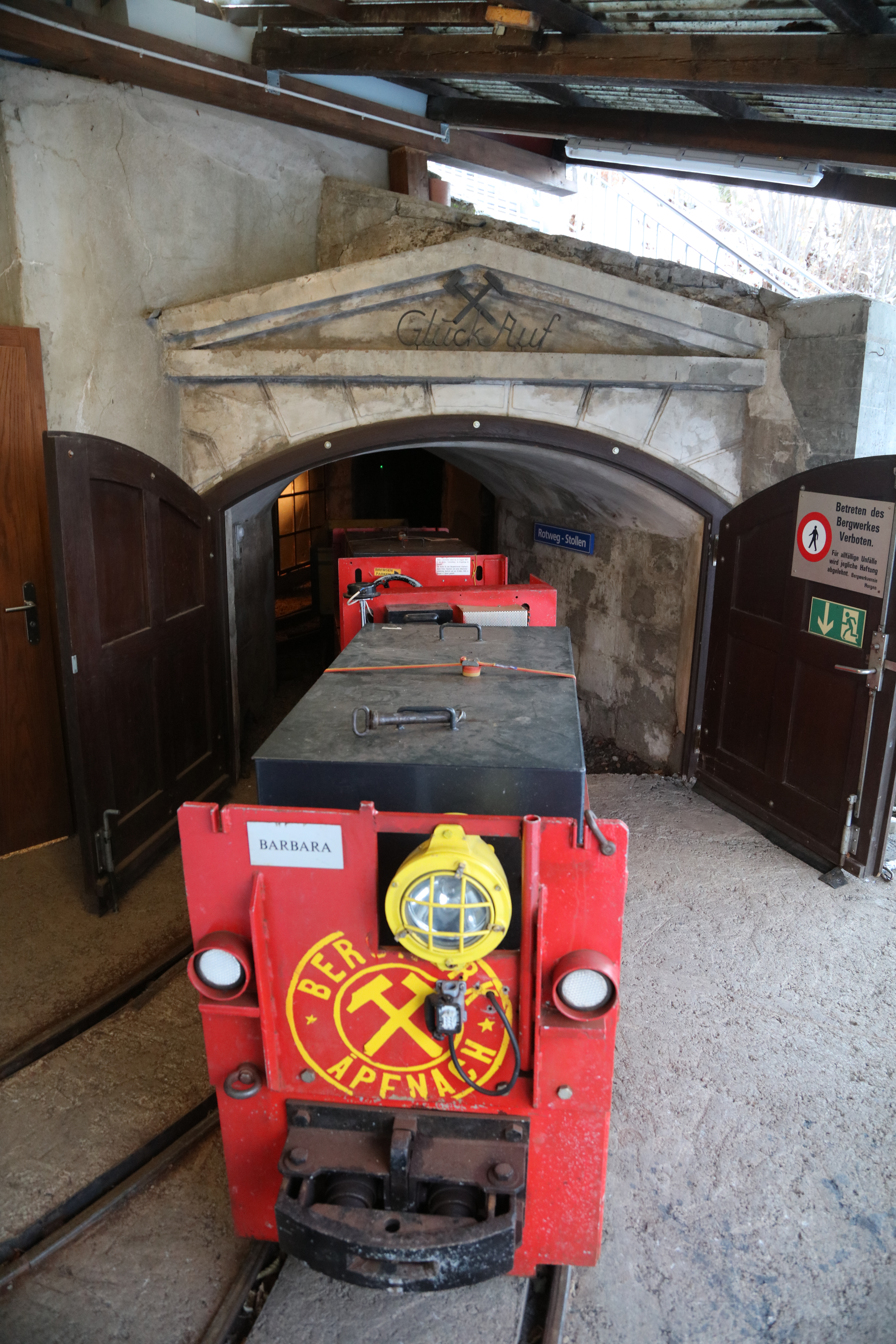
Stollenlok «Barbara» vor dem Rotweg-Stollen

Das Bergwerk geriet nach 1947 in Vergessenheit, bis es 1982 zum Thema des Jahrhefts der Gemeinde Horgen gemacht wurde. Der am 2. Dezember 1982 gegründete Bergwerkverein Käpfnach setzte sich zum Ziel, ein Museum einzurichten und die Stollen soweit möglich der Öffentlichkeit zugänglich zu machen.
Heute stehen das Bergwerk und ein kleiner Teil der Stollenanlage Besuchern offen und werden von der 1,4 km langen Stollenbahn befahren. Das Bergwerkmuseum ist im ehemaligen Kohlemagazin untergebracht. Bis 2024 hatten über 280'000 Besucher auf mehr als 17'000 Führungen einen Einblick in den Horgner Untergrund erhalten.
Am 11. Dezember 2015 kam es über dem Museum zu einem Brand, der einen hohen Sachschaden verursachte. Der Besucherbetrieb konnte aber jederzeit aufrechterhalten werden. Das Bergbaumuseum eröffnete am 7. April 2018 mit einer neu gestalteten Ausstellung.